# 高橋峯吉
高橋 峯吉（たかはし みねきち、1881年〈明治14年〉9月15日  - 1964年〈昭和39年〉4月6日）は、恩賜上野動物園で飼育係を務めていた人物である。1906年（明治39年）12月から上野動物園に勤務し、1957年（昭和32年）3月まで50年以上にわたって勤め続けた。ツル類の飼育の名手として「ツルの高橋」と呼ばれたほどの人物であり、その他にラクダ、キリン、ヒクイドリ、ダチョウ、カンガルー、エミュー、トキなどの飼育を担当した。退職後の1958年（昭和33年）には、黄綬褒章を受章している。

## 生涯

### 上野動物園とともに
新潟県長岡の出身。農家の次男として生まれ、独立して生計を立てるために1906年（明治39年）に東京へ出た。東京では兄の友人を頼った。兄の友人は上野公園に近い下谷初音町（現在の台東区谷中） に住んでいて、高橋に帝室博物館附属動物園（上野動物園の前身にあたる）への就職を勧めた。当時の帝室博物館附属動物園は、宮内省の管轄だった。宮内省の官員になるのは悪くないとの考えと田舎育ちの身には東京の人間を相手にするより動物たち相手の方がやりやすいだろうとの思いから、高橋は帝室博物館附属動物園への就職を志願した。
高橋は同年12月5日に、帝室博物館附属動物園に畜養園丁見習いとして採用された。採用当時の日給は25銭で、翌年1月17日付で正式の辞令が交付された。1年半ほどの見習い期間を経て、27歳のときに飼養係（飼育係）となった。高橋が加入する前の勤務形態は、飼養係8人が4人ずつの班に分かれて隔日で働いていた。なお、隔日交代勤務制度は1935年（昭和10年）頃まで続いていたが、夜勤専門の人員が増やされたために廃されている。自著『動物たちと五十年』の中で高橋は往時を回想して「あけくれは愉しく、張りのある生活が続いた」と記述している。
当初はラクダ、シカ、ヤク、水鳥などの飼育を担当した。高橋の採用当時、上野動物園にはフタコブラクダが7頭飼育されていた。そのうちの2頭は1905年（明治28年）11月4日に上野動物園に来園したつがいで、日露戦争の「戦利品」として満州軍総司令官大山巌から献納されたものであった。オスのほうは大変に気が荒く、高橋たち飼育係から警戒の意味を込めて「横車のラア公」と呼ばれていた。ラクダのオスは、ラア公の他に上野生まれの個体がもう1頭いた。ラクダの運動場ではオス2頭は太い麻縄で柱に縛られていたが、どちらかのオスが時折縄を切ってメスをめぐって大げんかを始めることがあり、仲裁に入った飼育係がラア公に頭を噛まれて病院送りになる事故まで発生していた。高橋もラア公に足をかまれた経験があったが、そのときは厚い靴皮が足を守ったため大した怪我にはならなかった。
高橋は50年余りの上野動物園勤務中に、14-15頭のラクダの出産に立ち会い、その子育てにも携わった。最初に立ち会ったのはラア公の子の出産のときで、初産のためにうまく哺乳できないメスラクダの頸部や後脚を木に縛りつけて哺乳を教えた。メスラクダは4、5日で哺乳の要領を覚えて、子に乳を飲ませることができるようになった。このラクダの子は「チビ」と呼ばれて人気者となった。裕仁親王（後の昭和天皇）が弟の雍仁親王（後の秩父宮雍仁親王）、宣仁親王（後の高松宮宣仁親王）とともに上野動物園に来園したとき、高橋はチビとのかけっこを披露したことがあった。3親王とも動物園が好きであったといい、多いときは月に2、3回訪問があった。
1907年（明治40年）、上野動物園に日本への初渡来となるキリンのつがい（ファンジとグレー）が来園することになった。このキリンは、1907年（明治40年）まで上野動物園の監督（最高責任者）を務めていた動物学者の石川千代松がドイツの動物商カール・ハーゲンベックと契約したものであった。しかし、購入上の手続きはおろか収容する動物舎さえできていないうちに、同年3月15日にキリンを載せたドイツ船パスボルグ号が横浜港に到着した。横浜港から東京には屋根なしの貨車で陸送しようとしたが、キリンは神奈川のトンネルと品川の陸橋の下をくぐることができず、達磨船で日本橋浜町河岸に陸揚げしてから大八車2台に分乗させた。3月18日にキリンは上野動物園に到着した。
上野動物園側ではラクダ小屋の屋根をぶち抜き、急造のキリン舎を完成させた。このキリン舎の工事には、大工と一緒に高橋も携わり、その流れで飼育も担当することになった。高橋はキリンを初めて見たとき、その背の高さに驚嘆すると同時に中国古来の神獣である麒麟の恐ろしげな容貌を想像していたところに実物のキリンの優しげな顔にも驚いたという。ただしこのキリンは短命で、1908年1月にメスが、次いで同年3月にはオスが死亡している。
1911年（明治44年）に、上野動物園にこれも日本への初渡来となるカバが来園した。来園した子カバはオスで、石川千代松とカール・ハーゲンベックとの通算6回目で最後となる取引によって購入されたものであった。この子カバも短命で、1912年（大正元年）11月21日にわずか3歳で死亡した。高橋の著書『動物たちと五十年』では当時のことについて「深さ六尺（約1.82メートル）、二間（約3.64メートル）四方の水槽に、水を張り、二つの五右衛門釜に湯をわかしーその湯を水槽に流し込んで水温を高めるのだ」と記述していて、劣悪な飼育状況であったことを窺わせていた。子カバの死は、高橋にとっても悲しい出来事であり「これが自分の手落のように思われ、しばらくはぼんやりしていたものだ」と回想している。
1923年（大正12年）9月1日、関東大震災が発生した。その日の高橋はいつもの通りに出勤したところ、一緒に組んで仕事をしていた職員が2日前に荒川堤で釣りをしている最中に溺死したという知らせが入って一騒動になっていた。高橋は連続勤務につくことになり、2時間の時間休をとって午前11時半ころに下谷下車坂町（現台東区上野、東上野）の自宅に戻った。昼食を食べ始めたところに遠い地鳴りが聞こえ、間もなく家が激しく揺れ出した。揺れが収まるのを待って高橋は動物園に駆けつけ、動物舎の様子を確かめた。動物園には特段の被害はなく動物たちも無事であったが、高橋は動物たちを気づかって帰宅せずに園内にとどまった。
下谷下車坂町の自宅は震災発生2日目の夕方に火災に遭って焼失したが、家族は上野公園にいったん避難した後で谷中の友人宅に逃れて無事だという知らせを2日目の夜9時ごろに受けた。震災発生後、高橋は約50日間ほとんど帰宅もせず動物園での勤務を続けた。それは震災発生後に上野公園に配属された兵隊が1週間ほどで帰隊したため、職員自らが動物園を守らなければならないという決意からの行動であった。
1924年（大正13年）に上野動物園が東京市に移管されると、高橋の身分も東京市の職員となった。1919年（大正8年）に京城（現在のソウル特別市）の昌慶苑動物園から来園したメスのカバ「京子」に続いて、1927年（昭和2年）、その弟にあたるカバが同じく昌慶苑動物園から来ることになった。 このとき高橋は東京市の主任技師（実質上の上野動物園の園長格であった）黒川義太郎とともに京城まで出張し、カバ（当初は「小僧」といい、後に「大太郎」と呼ばれるようになった）を受け取っている。
1931年（昭和6年）3月、高橋は勤続25年を迎え、上野動物園開設50年の記念日に表彰を受けることになっていた。しかしその直前、フタコブラクダのメスたちに赤いリボンをつけて飾り立てていたときに、オスのフタコブラクダに顎を噛まれて7針縫うけがを負い、表彰を棒に振ることになった。なお、「加害者」となったフタコブラクダはあの「横車のラア公」の息子にあたる個体であったという。1935年（昭和10年）には、ワニに強制的に給餌作業を行っている最中に肩を噛まれて10針も縫うけがをしている。
時局が戦争へ向かい、緊迫の度を強めていくにつれて上野動物園の職員からも応召される者が出始めた。それらの人々は、高橋に「鹿の面倒を見て下さい。さるどもも頼みます」などと必ず自分が担当して可愛がっていた動物たちのことを託けて出征していった。高橋を始めとした残りの職員たちは、命がけで動物たちを守ってやろうという決意のもとで日々を過ごした。戦局が悪化するにつれて人間の食糧事情が逼迫すると同時に、動物たちのエサも不足し始めた。草食動物にはそれでも干し草を購入することが可能であったが、肉食の動物のエサはそういうわけにもいかず、高橋たちは周囲の町会の人々に依頼して残飯を集め、東大病院や上野松坂屋にも残飯をもらいに通っていた。やがて動物園内の鉄柵は木製のものに代わり、防空訓練は来園者を動員してまで実施されるようになった。上野動物園の職員たちは辛い明け暮れに耐えて日々が過ぎていった。
1943年（昭和18年）8月16日、上野動物園の全職員に対して事務室に集まるようにとの指示があった。集まった職員たちに対して園長の古賀忠道が伝えたのは、「猛獣14種27頭の処理」という過酷な命令の内容であった。「処理」を命じられた「猛獣」たちの中には、高橋が飼育を担当した野牛、クマ、ニシキヘビなども含まれていた。既に老境に入っていた高橋は直接「処理」に関わることはなかったが、事務室や調理室にいるとその話が嫌でも耳に入ってくるため、カンガルーの飼育舎前で日没を待つ日々を過ごすようになった。動物たちの「処理」は夜間に実行され、翌朝早くには動物園の裏門から密かにその遺体が搬出されていった。同年9月4日には、動物たちの慰霊祭が執り行われた。
高橋は第二次世界大戦後に正規職員の立場を退いてからも、常勤の臨時職員として上野動物園に勤務した。ツル類などの鳥類の他、カンガルーなどの飼育も担当し、1953年（昭和28年）に来園したトキの飼育にもかかわった。1957年（昭和32年）3月31日、76歳になった高橋はその職を辞した。勤続年数は50年3か月に及び、『上野動物園百年史 本編』359頁では「飼育係員として50年に及ぶ勤続は、空前絶後であろう」と評している。現役として最後の勤務日に、高橋は園内を回って動物たちに別れを告げた。高橋は自著『動物たちと五十年』で「不思議と解放感は少しも起らず、別な世界へ旅立つときのような気持であった」とその心情を記している。
退職後の1958年（昭和33年）秋、高橋は黄綬褒章を受章した。受章申請を取り扱った賞勲局の担当官は「勤続50年で、しかもこの履歴なら、褒章どころか、勲章ものなのに…」と驚いていたと伝わる。同年、皇居園遊会に招待されている。
高橋は職を退いてからもしばしば動物園を訪れていた。『動物たちと五十年』本編は「今日も、明日も、そして私が生きている限り、私は動物たちの顔を見に、上野の山へ歩いて行くに違いないー。」という一文で結ばれている。そして高橋は1964年（昭和39年）4月6日に死去し、明治から昭和にかけて上野動物園とともに歩んできた83年の生涯を終えている。

### 著書『動物たちと五十年』
高橋は1957年（昭和32年）に、著書『動物たちと五十年』を実業之日本社から出版した。この本は『私という男について』という自らの経歴紹介に始まり、「象」、「キリン」、「河馬」などの担当した動物たちに関するエピソードが続き、その中で関東大震災当時の動物園や1936年（昭和11年）に発生したクロヒョウ脱走について触れている。さらに『戦争と猛獣たち』で第二次世界大戦当時の痛ましい出来事を記述し、『戦後の動物たち』で敗戦の痛手から蘇って新たな歩みを始める上野動物園を、『上野動物園の今昔』では昔の動物園とその後の動物園を比較し、施設の移り変わりなどを追っている。この章の最後には、高橋が上野動物園を退職する日の心情も記された。最終章は『初入園の動物たち』について、その歴史を博物館時代の記録や資料を基にして綴り、参考として主な動物に与える飼料の種類と量を記している。
高橋の著書に序文を寄せたのは、当時の上野動物園園長古賀忠道であった。古賀は高橋について「実に誠実な飼育係として終始しました」とその勤務態度と人格を称え、「既に七十歳というのに、若い人にまけずに、というより実際は若い人以上に動物の面倒を見てくれたのです」と更に称賛した。『動物たちと五十年』について古賀は「五十年の長い間の翁（注:高橋を指す）の動物との生活、特に直接動物と共に暮した記録こそ、私は、吾が国の動物園史の貴重な文献として、本書の現れたことを大変喜んでいる次第です」と序文を結んだ。
『動物たちと五十年』は、講談社から1984年（昭和59年）に『全集日本動物誌』の29巻として発売された（他に池田真次郎『日本の野鳥』、安松京三他『日本昆虫記V』を収録）。解説を担当した藤原英司は「数多い動物園関係者の著作のうちでも、他に類を見ないいくつかの特徴を備えている」と評し、一部に高橋の自伝的要素を含むことや歴史的資料価値の高さなどを指摘している。1993年（平成5年）、『動物たちと五十年』の中から「にしき蛇」が文藝春秋編のアンソロジー『動物との日々』に収録された。『動物たちと五十年』以外の著書としては古賀忠道との共著『むかしと今、上野動物園』（三省堂、1957年）がある。

### 「ツルの高橋」
さまざまな動物や鳥類の飼育をこなした高橋が、最もその手腕を発揮したのがツル類の飼育であった。飼育及び繁殖において高い評価を受け、「ツルの高橋」として日本国内だけでなく国外にまで広くその名を知られていた。
第二次世界大戦終戦後まもなく、後楽園付近で移動動物園の興行があった。このときタンチョウヅルの具合が悪くなり、獣医師が診察しても回復の兆しがなかったため、上野動物園に連絡が入った。高橋が赴いてタンチョウヅルを見るなり、「これは、病気ではなく、下の羽根が折れて、身体にささっているのです」と言って処置を済ませた。高橋の四男義博は、「長年動物を観察していると、動物の様子で、病気の模様が、わかるのだと思います」と評している。
獣医師の中川志郎（後に多摩動物公園園長、上野動物園園長、茨城県自然博物館館長、日本博物館協会会長などを歴任した）は、1952年（昭和27年）に上野動物園に臨時作業員として採用された。新規採用者だった中川の最初の飼育実習で指導にあたったのは、すでに嘱託員の立場となっていた高橋であった。
当時、上野動物園のツル舎は金網のケージで7号室まであり、ツル類7種が飼育されていた。高橋は給餌と掃除を約1時間にわたって行っていたが、その間ケージ内のツルたちはほとんど通常と同じにふるまい、高橋の存在を気にかける様子が見られなかった。しかも掃除後のケージ内の床は白砂に綺麗に箒目がつけられていて、中川の表現によれば「京都・竜安寺の石庭を見る趣」があったという。
ある日、高橋の仕事ぶりをケージの外側から観察していた中川は、「今度はあなたの番ですよ」と声をかけられて箒とちりとりを渡された。中川はそれまで約1か月にわたって見学実習を行い、まめにメモを取って仕事の手順を覚えていたため、自信を持ってツル舎での仕事に取りかかった。しかし、最初の1号室に入った直後にアネハヅル2羽が暴れ出してしまい、危うく中川も負傷するところであった。慌ててツル舎から飛び出した中川に高橋は「ツル舎に入ったらツルにならなきゃ。ツルにはツルの都合というものがあるんだからね…」とさとし、「相手のリズムで仕事をする」という飼育の基本を示したのであった。
中川がツル舎での仕事を始めて2か月ほど経ったころ、ようやくツルは騒がないようになった。ただし、高橋のような「砂上の芸術」までは真似することができなかった。この「芸術」を見るために開園早々に訪れる常連客が何人もいたことを中川は知ることになった。高橋と中川のこのエピソードは、ノンフィクション作家の上前淳一郎がエッセイ集『読むクスリ18』で「ツルになった老人」という題名で取り上げている。

### 人物
高橋は生涯で7人の子の父となった。そのうち四男の高橋義博は、会社勤めのかたわら上野動物園に「動物園ボランティア」という組織を創設したことで知られている。義博は『全集日本動物誌』月報29（1984年）に「父の思い出」という一文を寄せている。
義博によると、高橋は病気などほとんどしない健康体であった。長年にわたる動物園の勤務中、欠かすことなく日記をつけ、動物たちの飼育資料に役立てていた。第二次世界大戦終戦後の平和を取り戻した世相の中で、大人も子供も動物に対する関心が深まり、高橋もマスコミからの依頼に応じて話をするなどしていた。その際の高橋はいつも「私は、特に動物が好きだから、動物園に勤めた、というわけではないのです」と語っていた。
自宅での高橋は盆栽を趣味とした。サツキ、朝顔、菊などを咲かせて部屋中に花台を並べて陳列し、動物園の同僚たちや近所の人たちと花見を楽しみ、栽培を競い合っていた。自宅では動物のことはあまり話さなかったというが、動物の飼育については「初めのふれ合いからが大事で、その動物に合った躾をしなければならない」などと常々言っていた。
「父の思い出」の最後に義博は「私は父が、永年勤めさせていただいた動物園で、微力ながら、ボランティア活動をさせていただいていますが、動物園の進歩、発展にはすばらしいものがあります」と記している。